# Initiative populaire « Pour que les pédophiles ne travaillent plus avec des enfants »
L'initiative populaire fédérale « Pour que les pédophiles ne travaillent plus avec des enfants » est une initiative populaire suisse, approuvée par le peuple et les cantons le 18 mai 2014.

## Contenu
Cette initiative vise à ajouter un paragraphe à l'article 123 de la Constitution fédérale pour préciser que toute personne condamnée pour « avoir porté atteinte à l’intégrité sexuelle d’un enfant ou d’une personne dépendante » n'est plus autorisée à pratiquer une activité (professionnelle ou bénévole) en contact avec des mineurs ou des personnes dépendantes. 
Le texte complet de l'initiative peut être consulté sur le site de la Chancellerie fédérale.

## Déroulement

### Contexte historique
Le comité « Marche Blanche » suisse a été fondé en 2001 par un groupe de parents sur le modèle de son homonyme belge et combat « le trafic d'enfants et la pornographie enfantine ». Elle dépose une première initiative fédérale « Pour l'imprescriptibilité des actes de pornographie enfantine » en 2006 tout en revendiquant également la création d'un office fédéral de la famille, ainsi que la création d'une force de police chargée de la lutte contre la pédocriminalité.
À la suite de l'acceptation de la première initiative populaire en 2006, le comité dépose une seconde initiative, cette fois-ci pour interdire aux personnes condamnées de pouvoir travailler avec des enfants. Entretemps, le Conseil fédéral et le Parlement acceptent une modification pénale allant dans ce sens, tout en respectant le principe de proportionnalité. Malgré l'entrée en vigueur de cette loi, les initiants maintiennent leur initiative, arguant que l'interdiction professionnelle obligatoire de dix ans prévue dans cette loi n'est pas suffisante.

### Récolte des signatures et dépôt de l'initiative
La récolte des 100 000 signatures nécessaires par le comité « Marche Blanche » s'est déroulée entre le 20 septembre 2009 et le 20 mars 2011. Le même jour, elle a été déposée à la chancellerie fédérale qui l'a déclarée valide le 16 mai 2011.

### Discussions et recommandations des autorités
Si le Conseil fédéral recommande le rejet de cette initiative, le parlement ne parvient pas à se mettre d'accord (le Conseil national approuve l’initiative alors que le Conseil des États la rejette) et ne donne donc pas de recommandation.
Les recommandations de vote des partis politiques sont les suivantes : 
| Parti politique              | Recommandation |
| ---------------------------- | -------------- |
| Parti bourgeois-démocratique | oui            |
| Parti chrétien-social        | non            |
| Parti démocrate-chrétien     | non            |
| Parti évangélique            | non            |
| Parti libéral                | non            |
| Parti socialiste             | non            |
| Vert'libéraux                | non            |
| Les Libéraux-Radicaux        | non            |
| Union démocratique du centre | oui            |
| Les Verts                    | non            |

### Votation
Soumise à la votation le 18 mai 2014, l'initiative est acceptée par la totalité des 16 6/2 cantons et par 63,5 % des suffrages exprimés. Le tableau ci-dessous détaille les résultats par cantons :